# Kanton Villers-Bocage (Somme)
Kanton Villers-Bocage (fr. Canton de Villers-Bocage) byl francouzský kanton v departementu Somme v regionu Pikardie. Skládal se z 24 obcí. Zrušen byl po reformě kantonů 2014.

## Obce kantonu
- Bavelincourt
- Beaucourt-sur-l'Hallue
- Béhencourt
- Bertangles
- Cardonnette
- Coisy
- Contay
- Flesselles
- Fréchencourt
- Mirvaux
- Molliens-au-Bois
- Montigny-sur-l'Hallue
- Montonvillers
- Pierregot
- Pont-Noyelles
- Querrieu
- Rainneville
- Rubempré
- Saint-Vaast-en-Chaussée
- Saint-Gratien
- Talmas
- Vadencourt
- Vaux-en-Amiénois
- Villers-Bocage